# Amélie Wenger-Reymond
Amélie Wenger-Reymond (Basilea, 18 giugno 1987) è una sciatrice alpina svizzera specializzata nel telemark.

## Biografia
Amelie Wenger-Reymond ha esordito in Coppa del Mondo di telemark il 20 gennaio 2007 a Trysil in classico, piazzandosi 4º, nella stessa manifestazione ha ottenuto il primo podio, nonché la prima vittoria due mesi dopo, il 18 marzo 2007 a Bad Hindelang/Oberjoch in classico, due giorni dopo ha esordito ai Campionati mondiali di Thyon-Région 2007 con un 2º posto in classico. Durante la sua carriera ha ottenuto numerose vittorie in Coppa del Mondo e ha vinto una medaglia ad ogni partenza iridata.

## Palmarès

### Mondiali
- 24 medaglie:
  - 17 ori
  - 9 argenti

### Mondiali juniores
- 3 medaglie:
  - 2 ori
  - 1 argento

### Coppa del Mondo
- Vincitrice della Coppa del Mondo nel 2014; nel 2015, nel 2016, nel 2017, nel 2019, nel 2020 e nel 2021
- 216 podi:
  - 164 vittorie
  - 48 secondi posti
  - 4 terzi posti